# Jankowice Małe
Jankowice Małe est une localité polonaise de la gmina et du powiat d'Oława en voïvodie de Basse-Silésie.

## Histoire
De 1816 à 1945, Klein Jenkwitz fait partie de l'arrondissement d'Ohlau dans le district de Breslau au sein de la province de Silésie.